# Rampoux
Rampoux est une commune française, située dans l'ouest du département du Lot en région Occitanie.
Elle est également dans la Bouriane, une région naturelle sablonneuse et collinaire couverte de forêt avec comme essence principale des châtaigniers.
Exposée à un climat océanique altéré, elle est drainée par le ruisseau de l'Ourajoux et par un autre cours d'eau. Elle est incluse dans le bassin de la Dordogne.
Rampoux est une commune rurale qui compte 102 habitants en 2022, après avoir connu un pic de population de 730 habitants en 1806.  Elle fait partie de l'aire d'attraction de Gourdon. Ses habitants sont appelés les Rampoussiens ou  Rampoussiennes.

## Géographie
Les hameaux des Bouscaillou, Colombier, Repayre et Salapès forment avec le petit bourg de Rampoux une commune de 570 ha de superficie, située à 10 km de Salviac et 20 km de Gourdon. La commune est arrosée par le petit cours d'eau de l'Ourajoux.
Le village est bâti sur une éminence, à 260 mètres d'altitude, de part et d'autre de la route départementale 25.

### Communes limitrophes
Les communes limitrophes sont  Dégagnac, Gindou et Lavercantière.
|        | Dégagnac |               |
| Gindou | Rampoux  |               |
|        |          | Lavercantière |

### Climat
Pour des articles plus généraux, voir Climat de l'Occitanie et Climat du Lot.
En 2010, le climat de la commune est de type climat océanique altéré, selon une étude s'appuyant sur une série de données couvrant la période 1971-2000. En 2020, Météo-France publie une typologie des climats de la France métropolitaine dans laquelle la commune est toujours exposée à un climat océanique altéré et est dans la région climatique Aquitaine, Gascogne, caractérisée par une pluviométrie abondante au printemps, modérée en automne, un faible ensoleillement au printemps, un été chaud (19,5 °C), des vents faibles, des brouillards fréquents en automne et en hiver et des orages fréquents en été (15 à 20 jours).
Pour la période 1971-2000, la température annuelle moyenne est de 12,5 °C, avec une amplitude thermique annuelle de 15,2 °C. Le cumul annuel moyen de précipitations est de 922 mm, avec 11,6 jours de précipitations en janvier et 6,7 jours en juillet. Pour la période 1991-2020, la température moyenne annuelle observée sur la station météorologique la plus proche, située sur la commune de Gourdon à 12 km à vol d'oiseau, est de 13,1 °C et le cumul annuel moyen de précipitations est de 823,0 mm,. Pour l'avenir, les paramètres climatiques de la commune estimés pour 2050 selon différents scénarios d’émission de gaz à effet de serre sont consultables sur un site dédié publié par Météo-France en novembre 2022.

### Milieux naturels et biodiversité

#### Espaces protégés
La protection réglementaire est le mode d’intervention le plus fort pour préserver des espaces naturels remarquables et leur biodiversité associée,.
La commune fait partie de la zone de transition du bassin de la Dordogne, un territoire d'une superficie de 1 880 258 ha reconnu réserve de biosphère par l'UNESCO en juillet 2012,.

## Urbanisme

### Typologie
Au 1er janvier 2024, Rampoux est catégorisée commune rurale à habitat très dispersé, selon la nouvelle grille communale de densité à sept niveaux définie par l'Insee en 2022.
Elle est située hors unité urbaine. Par ailleurs la commune fait partie de l'aire d'attraction de Gourdon, dont elle est une commune de la couronne,. Cette aire, qui regroupe 22 communes, est catégorisée dans les aires de moins de 50 000 habitants,.

### Occupation des sols
L'occupation des sols de la commune, telle qu'elle ressort de la base de données européenne d’occupation biophysique des sols Corine Land Cover (CLC), est marquée par l'importance des territoires agricoles (51,7 % en 2018), une proportion sensiblement équivalente à celle de 1990 (52,1 %). La répartition détaillée en 2018 est la suivante : 
forêts (48,3 %), zones agricoles hétérogènes (39,6 %), prairies (12,1 %). L'évolution de l’occupation des sols de la commune et de ses infrastructures peut être observée sur les différentes représentations cartographiques du territoire : la carte de Cassini (XVIIIe siècle), la carte d'état-major (1820-1866) et les cartes ou photos aériennes de l'IGN pour la période actuelle (1950 à aujourd'hui).

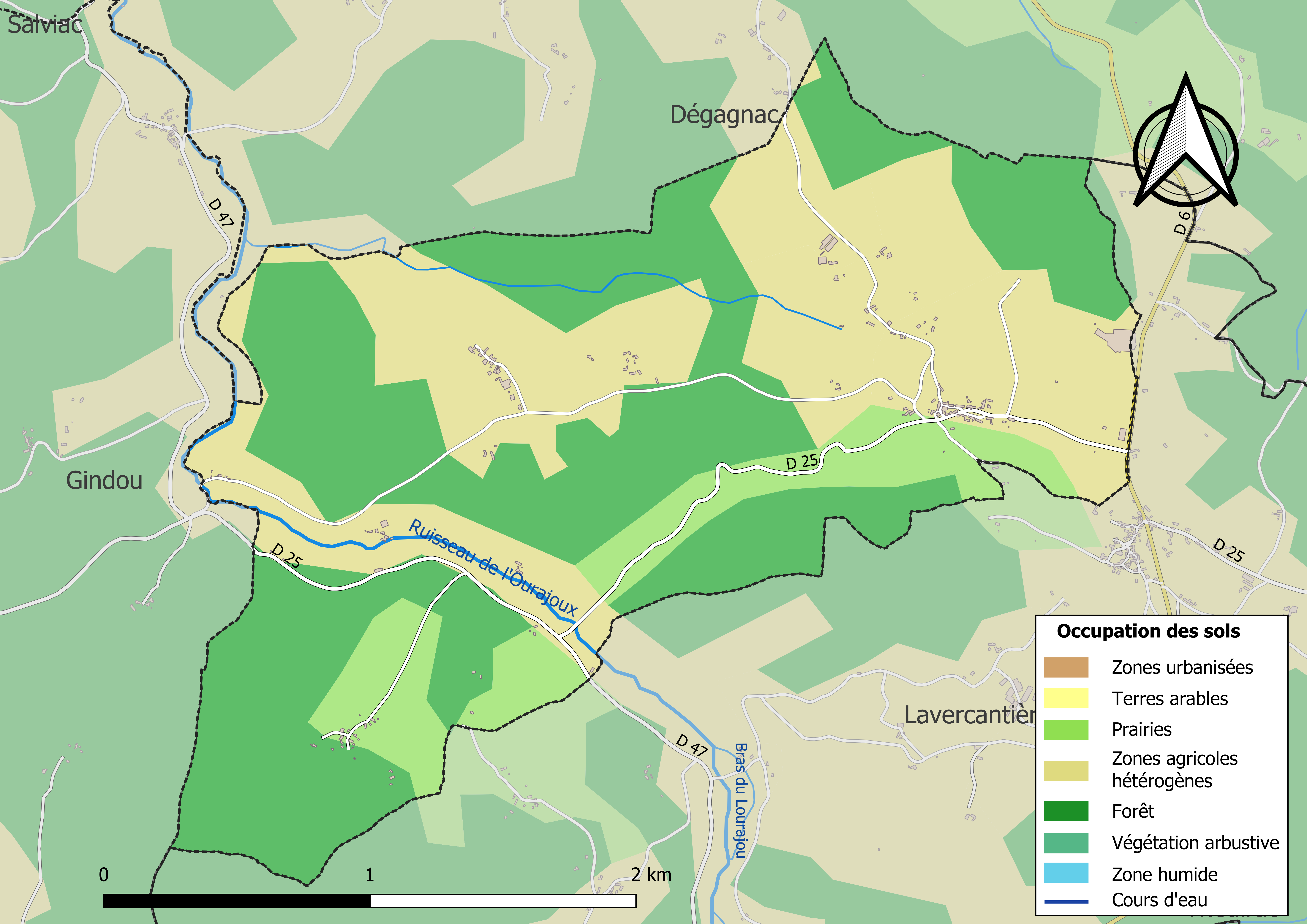
Carte des infrastructures et de l'occupation des sols de la commune en 2018 (CLC).

### Risques majeurs
Le territoire de la commune de Rampoux est vulnérable à différents aléas naturels : météorologiques (tempête, orage, neige, grand froid, canicule ou sécheresse), inondations, feux de forêts, mouvements de terrains et séisme (sismicité très faible). Un site publié par le BRGM permet d'évaluer simplement et rapidement les risques d'un bien localisé soit par son adresse soit par le numéro de sa parcelle.
Certaines parties du territoire communal sont susceptibles d’être affectées par le risque d’inondation par débordement de cours d'eau, notamment l'Ourajoux. La cartographie des zones inondables en ex-Midi-Pyrénées réalisée dans le cadre du XIe Contrat de plan État-région, visant à informer les citoyens et les décideurs sur le risque d’inondation, est accessible sur le site de la DREAL Occitanie. La commune a été reconnue en état de catastrophe naturelle au titre des dommages causés par les inondations et coulées de boue survenues en 1982, 1992, 1993 et 1999,.
Rampoux est exposée au risque de feu de forêt du fait de la présence sur son territoire du massif Ouest. Un plan départemental de protection des forêts contre les incendies a été approuvé par arrêté préfectoral le 30 novembre 2015 pour la période 2015-2025. Les propriétaires doivent ainsi couper les broussailles, les arbustes et les branches basses sur une profondeur de 50 mètres, aux abords des constructions, chantiers, travaux et installations de toute nature, situées à moins de 200 mètres de terrains en nature
de bois, forêts, plantations, reboisements, landes ou friches. Le brûlage des déchets issus de l’entretien des parcs et jardins des ménages et des collectivités est interdit. L’écobuage est également interdit, ainsi que les feux de type méchouis et barbecues, à l’exception de ceux prévus dans des installations fixes (non situées sous couvert d'arbres) constituant une dépendance d'habitation.

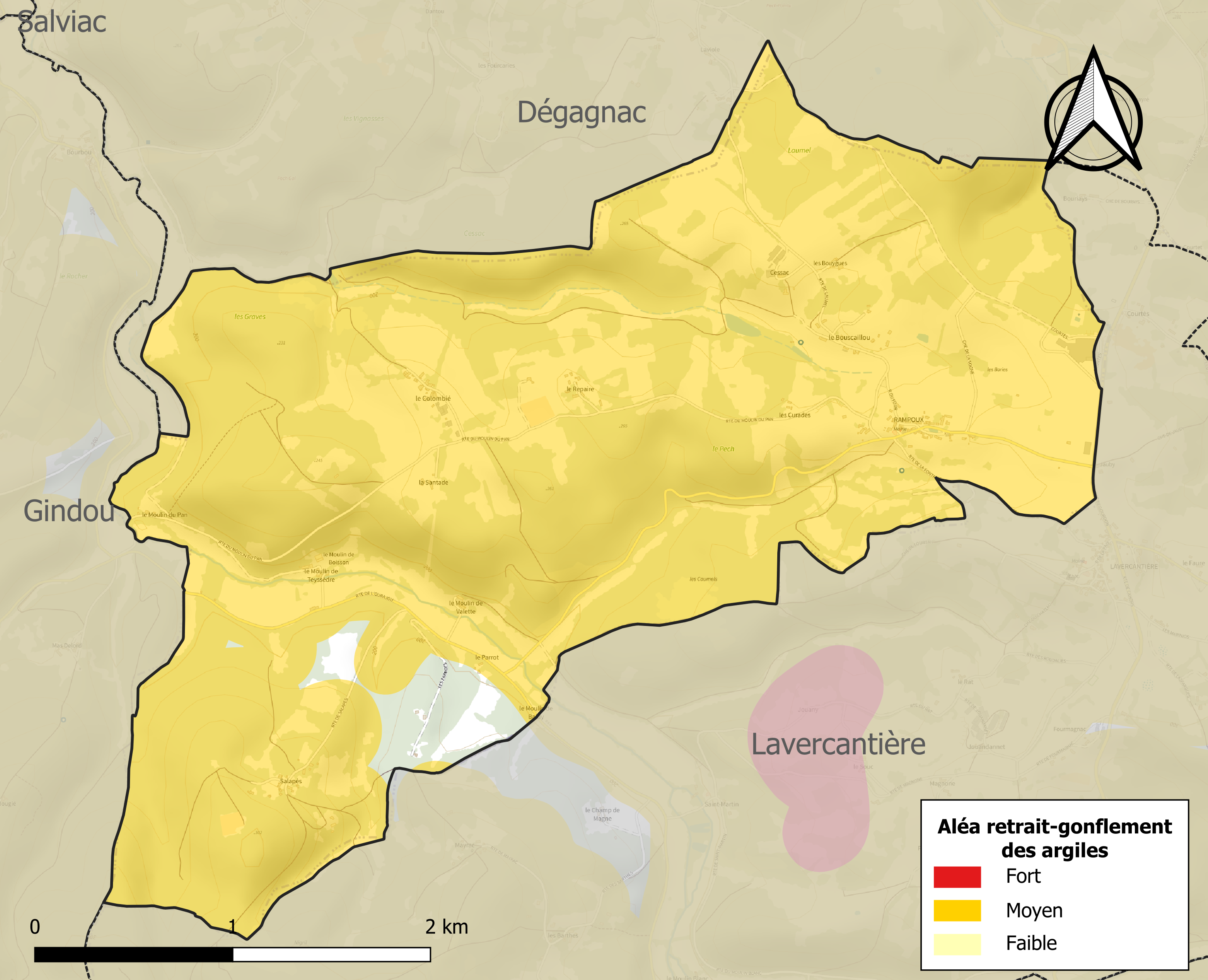
Carte des zones d'aléa retrait-gonflement des sols argileux de Rampoux.

Les mouvements de terrains susceptibles de se produire sur la commune sont des affaissements et effondrements liés aux cavités souterraines (hors mines), des éboulements, chutes de pierres et de blocs, des glissements de terrain et des tassements différentiels. Par ailleurs, afin de mieux appréhender le risque d’affaissement de terrain, l'inventaire national des cavités souterraines permet de localiser celles situées sur la commune.
Le retrait-gonflement des sols argileux est susceptible d'engendrer des dommages importants aux bâtiments en cas d’alternance de périodes de sécheresse et de pluie. 96,8 % de la superficie communale est en aléa moyen ou fort (67,7 % au niveau départemental et 48,5 % au niveau national). Sur les 69 bâtiments dénombrés sur la commune en 2019, 67 sont en aléa moyen ou fort, soit 97 %, à comparer aux 72 % au niveau départemental et 54 % au niveau national. Une cartographie de l'exposition du territoire national au retrait gonflement des sols argileux est disponible sur le site du BRGM,.
Par ailleurs, afin de mieux appréhender le risque d’affaissement de terrain, l'inventaire national des cavités souterraines permet de localiser celles situées sur la commune.
Concernant les mouvements de terrains, la commune a été reconnue en état de catastrophe naturelle au titre des dommages causés par la sécheresse en 2005 et par des mouvements de terrain en 1999.

## Toponymie
Le toponyme Rampoux, et autrefois Rampous serait basé sur le diminutif occitan rampa issu du germanique kramp avec le sens de crampe, raideur convulsive. Ernest Nègre propose le nom germanique Rampodus.

## Histoire
La paroisse dépendait, au Moyen Âge, de l'abbaye Saint-Pierre de Marcilhac-sur-Célé et la seigneurie des Gourdon de la famille de Rampoux et des La Grange, au XVIIIe siècle.
Commune décidée à entrer dans le rythme de la vie moderne, Rampoux manifeste aujourd'hui sa vitalité par l'aménagement de sa place Principale, par la construction de logements locatifs et par sa participation efficace au concours des villages fleuris.

### Liste des consuls
Les consuls de Rampoux sous l'Ancien Régime sont :
| Année         | Nom                   | Demeurant      |
| ------------- | --------------------- | -------------- |
| 1734 et 1735  | Marc Lafon            |                |
| 1737          | Louis Pechmagré       |                |
| 1738          | Bergues               |                |
| 1739          | Louis Salinier        |                |
| 1741          | Géraud Laville        |                |
| 1747          | Annet Dantony         |                |
| 1748          | Vidilhe               |                |
| 1750          | François Bargues      |                |
| 1752          | Pierre Marty          |                |
| 1753          | Goudal                |                |
| 1754          | Pierre Marty (Martin) | Colombié       |
| Décembre 1754 | Jean Roujol           |                |
| 1755          | Goudal                |                |
| 1756          | Lafon                 |                |
| 1757 et 1758  | Pierre Vesiat         | Monsalvy       |
| 1759          | Marty                 |                |
| 1760          | Salinier              | Monsalvy       |
| 1761          | Goudal                |                |
| 1762          | Louis Pechmagré       | Salapez        |
| 1763          | Pechmagré Tourriol    |                |
| Octobre 1763  | Goudal                |                |
| 1767          | Lorte                 |                |
| 1768          | Jany                  |                |
| 1769          | Brunet                |                |
| 1770          | Galan                 | des (Concques) |
| 1775          | Laborie               |                |

## Politique et administration

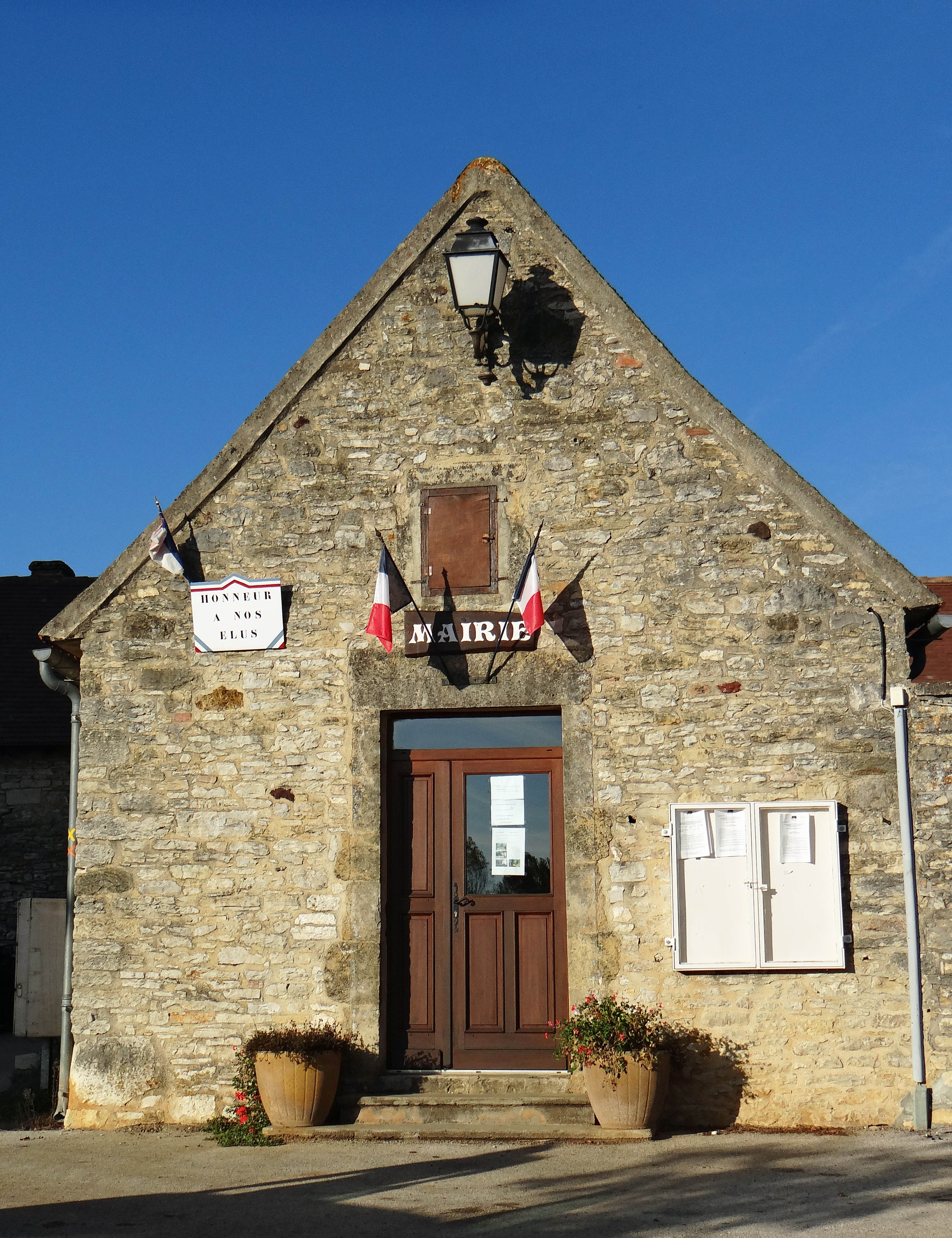
La mairie

| Période                                  | Période | Identité           | Étiquette | Qualité            |
| ---------------------------------------- | ------- | ------------------ | --------- | ------------------ |
| 1802                                     | 1803    | Antoine Gizard     | .         | .                  |
| 1803                                     | 1807    | Antoine Baldy      | .         | .                  |
| 1807                                     | 1811    | Antoine Gizard     | .         | .                  |
| 1811                                     | 1812    | Charles de Boysson | .         | .                  |
| 1812                                     | 1817    | Antoine Gizard     | .         | .                  |
| 1820                                     | 1833    | Antoine Baldy      | .         | .                  |
| 1833                                     | 1834    | Antoine Rouquié    | .         | .                  |
| 1834                                     | 1853    | Jean Labraude      | .         | .                  |
| 1853                                     | 1879    | Jean Labraude      | .         | .                  |
| 1879                                     | 1896    | Antoine Maury      | .         | .                  |
| 1896                                     | 1902    | Jean Valette       | .         | .                  |
| 1971                                     | 2008    | Yves Périé         | PS        | Conseiller général |
| 2008                                     | 2014    | Pascal Périé       | .         | .                  |
| Les données manquantes sont à compléter. |         |                    |           |                    |

## Organisation religieuse
L'église de Rampoux fut longtemps, sur le plan religieux, une annexe du doyenné de Lavercantière, lui même rattaché au prieuré bénédictin de  Marcilhac-sur-Célé.
Il s'y trouvait un recteur qui percevait les dîmes mais c'est le recteur de Lavercantière qui y administrait les sacrements, ce dont eu à se plaindre Bernard de Martinhac : "Vu le nombre des habitants de Rampoux et il serait plus convenable comme aussi plus commode pour eux, que le recteur de Rampoux s'occupa d'eux plutôt que celui de Lavercîantière". Cette supplique, après laquelle le pape chargea les archidiacres de Cahors et le chantre de la cathédrale de faire une enquête, et, si les faits étaient exacts d'arranger les choses comme le demandait le suppléant, n'eût pas d'effet immédiat.
Ce prieuré qui n'avait initialement pas charge d'âmes, obtint une telle charge en 1556, exercée par un vicaire perpétuel de Lavercantière.
En 1582, la rente attachée au prieuré était de 4 écus.
| Date                                   | Nom                                          | Observations |
| -------------------------------------- | -------------------------------------------- | --- |
| 1515                                   | Gui des Mas (sans doute des Mas de Peyrille) | le prieuré de Rampoux lui fut donné                                                                                      |
| 1516                                   | Guillaume de Martinhac                       | Meurt cette année là, laissant le prieuré vacant. Jean de Crahibus assure le double service de Lavercantière et Rampoux. |
| 1534                                   | Jean du Broc                                 | |
| 1544                                   | Antoine de la Garde                          | pronotaire du St Siège, également recteur de Reilhac.                                                                    |
| 1593                                   | Johan Lafont                                 | |
| 1647 et 1654                           | Jean de Guiscard (-1663)                     | futur grand aumonier du roi, conseiller d'Etat                                                                           |
| 1698                                   | Autre Jean de Giscard                        | |
| début du XVIIIe siècle (et avant 1751) | Monsieur Baudus                              | |

En 1773 au moins, Rampoux possède ensuite le statut de paroisse autonome.
| Date       | Nom               | Observations                                |
| ---------- | ----------------- | ------------------------------------------- |
| Vers 1900  | abbé Gizard       | redécouvre les fresques murales de l'église |
| avant 1935 | Fernand Carrayrou |                                             |

## Démographie
L'évolution du nombre d'habitants est connue à travers les recensements de la population effectués dans la commune depuis 1793. Pour les communes de moins de 10 000 habitants, une enquête de recensement portant sur toute la population est réalisée tous les cinq ans, les populations de référence des années intermédiaires étant quant à elles estimées par interpolation ou extrapolation. Pour la commune, le premier recensement exhaustif entrant dans le cadre du nouveau dispositif a été réalisé en 2008.

En 2022, la commune comptait 102 habitants, en évolution de +5,15 % par rapport à 2016 (Lot : +1,31 %, France hors Mayotte : +2,11 %).
| 1793 | 1800 | 1806 | 1821 | 1831 | 1836 | 1841 | 1846 | 1851 |
| ---- | ---- | ---- | ---- | ---- | ---- | ---- | ---- | ---- |
| 335  | 680  | 730  | 296  | 334  | 272  | 282  | 273  | 269  |

| 1856 | 1861 | 1866 | 1872 | 1876 | 1881 | 1886 | 1891 | 1896 |
| ---- | ---- | ---- | ---- | ---- | ---- | ---- | ---- | ---- |
| 270  | 255  | 249  | 250  | 226  | 231  | 231  | 227  | 215  |

| 1901 | 1906 | 1911 | 1921 | 1926 | 1931 | 1936 | 1946 | 1954 |
| ---- | ---- | ---- | ---- | ---- | ---- | ---- | ---- | ---- |
| 211  | 210  | 183  | 162  | 160  | 152  | 150  | 128  | 113  |

| 1962 | 1968 | 1975 | 1982 | 1990 | 1999 | 2006 | 2008 | 2013 |
| ---- | ---- | ---- | ---- | ---- | ---- | ---- | ---- | ---- |
| 121  | 112  | 91   | 80   | 81   | 88   | 97   | 100  | 98   |

| 2018 | 2022 | - | - | - | - | - | - | - |
| ---- | ---- | - | - | - | - | - | - | - |
| 99   | 102  | - | - | - | - | - | - | - |

## Vie locale
Le mise en souterrain des réseaux électriques et téléphonique, la réfection de l'éclairage public contribuent à l'embellissement du bourg. La poursuite de la réhabilitation des bâtiments privés et communaux apportera, à l'avenir, une note de coquetterie supplémentaire.
Pêche à la truite dans l'Ourajoux, sentier de randonnée équestre, autant de loisirs pour les amateurs de nature paisible et vivifiante.

## Économie

### Emploi
|                | 2008  | 2013  | 2018  |
| -------------- | ----- | ----- | ----- |
| Commune        | 4,5 % | 7,7 % | 7,7 % |
| Département    | 7,3 % | 8,9 % | 9,6 % |
| France entière | 8,3 % | 10 %  | 10 %  |

En 2018, la population âgée de 15 à 64 ans s'élève à 65 personnes, parmi lesquelles on compte 84,6 % d'actifs (76,9 % ayant un emploi et 7,7 % de chômeurs) et 15,4 % d'inactifs,. Depuis 2008, le taux de chômage communal (au sens du recensement) des 15-64 ans est inférieur à celui de la France et du département.
La commune fait partie de la couronne de l'aire d'attraction de Gourdon, du fait qu'au moins 15 % des actifs travaillent dans le pôle,. Elle compte 13 emplois en 2018, contre 11 en 2013 et 19 en 2008. Le nombre d'actifs ayant un emploi résidant dans la commune est de 50, soit un indicateur de concentration d'emploi de 26 % et un taux d'activité parmi les 15 ans ou plus de 64 %.
Sur ces 50 actifs de 15 ans ou plus ayant un emploi, 12 travaillent dans la commune, soit 24 % des habitants. Pour se rendre au travail, 88 % des habitants utilisent un véhicule personnel ou de fonction à quatre roues, 2 % s'y rendent en deux-roues, à vélo ou à pied et 10 % n'ont pas besoin de transport (travail au domicile).

### Activités hors agriculture

#### Secteurs d'activités
4 établissements sont implantés  à Rampoux au 31 décembre 2019.
Le secteur des activités spécialisées, scientifiques et techniques et des activités de services administratifs et de soutien est prépondérant sur la commune puisqu'il représente 50 % du nombre total d'établissements de la commune (2 sur les 4 entreprises implantées  à Rampoux), contre 13,5 % au niveau départemental.

### Agriculture
|               | 1988 | 2000 | 2010 | 2020 |
| ------------- | ---- | ---- | ---- | ---- |
| Exploitations | 14   | 6    | 4    | 3    |
| SAU (ha)      | 222  | 207  | 231  | 238  |

La commune est dans la « Bourianne », une petite région agricole occupant une partiede l'ouest du territoire du département du Lot. En 2020, l'orientation technico-économique de l'agriculture  sur la commune est la polyculture et/ou le polyélevage. Trois exploitations agricoles ayant leur siège dans la commune sont dénombrées lors du recensement agricole de 2020 (14 en 1988). La superficie agricole utilisée est de 238 ha,,.

## Lieux et monuments

### Église Saint-Pierre-ès-Liens
Dans l'église Saint-Pierre-ès-Liens de Rampoux on a découvert sous une affreuse couche de chaux des peintures anciennes et remarquables.
L'édifice a été classé au titre des monuments historiques en 1914. Plusieurs objets sont référencés dans la base Palissy.
Le style de l'église de Rampoux est partie style roman et partie ogival ; aussi peut-on faire remonter son origine au XIIIe ou au commencement du XIVe siècle. À l'origine, prieuré bénédictin dépendant de l'abbaye Saint-Pierre de Marcilhac-sur-Célé.
Ces peintures se trouvent dans une chapelle, à droite de l'église, elles se composent de quatre panneaux, plus la voûte divisée en quatre par deux arceaux la soutenant.

### L'église Saint-Germain-et-Saint-Victor
L'église Saint-Germain-et-Saint-Victor est un édifice des XIIIe et XVe siècles, à la belle patine ocre, construit sur un plan en forme de croix. Elle présente une nef de deux travées, plus haute que le chœur terminé par une abside en cul de four, et un clocher carré à tourelle d'angle. La chapelle latérale sud est décorée de peintures murales évoquant la vie du Christ : à l'est, l'Annonciation, le Père Éternel et la Crucifixion ; à l'ouest, la Mise au tombeau ; au sud, la Flagellation, tandis que l'arc d'entrée figure les anges portant les instruments de la Passion. La voûte, d'un joli coloris gris bleu et rouge sur fond blanc représente les symboles des quatre Évangélistes. Cet ensemble est intéressant par son aisance, sa grandeur et l'exactitude de physionomies.